# Camponotus sponsorum
Camponotus sponsorum är en myrart som beskrevs av Auguste-Henri Forel 1910. Camponotus sponsorum ingår i släktet hästmyror, och familjen myror. Inga underarter finns listade.